# کلیرواتر (کانزاس)
کلیرواتر (به انگلیسی: Clearwater) شهری در ایالت کانزاس کشور ایالات متحده آمریکا است که جمعیت آن در سرشماری سال ۲۰۱۰ میلادی، ۲٬۴۸۱ نفر بوده‌است.